# リベラ (ソプラノユニット)
リベラ（Libera）はイギリスの作曲家ロバート・プライズマンが創設・主宰し、サウスロンドンを拠点として活動している少年合唱団。正式発足は1998年。

## 概要
メンバーのほとんどは拠点のあるサウスロンドン在住者で構成されている。メンバーは7歳から18歳までの男子で、正確な人数や詳細は公表されていないが、コンサート中のメンバーによるスピーチで、およそ40人が所属していると話している。ウィーン少年合唱団などとは異なり低音部が存在するため、変声後も継続して活動することができる。また、プロデューサー、指揮者、ボイストレーナー、コンサートスタッフとして活動している元メンバーも多い。
リベラは現在の名に至るまでに2度改名している。リベラの前身は1984年に発足したセント・フィリップス・ボーイズ・クワイア（The St. Philips Boy's Choir）である。1990年にはエンジェル・ヴォイセズ（Angel Voices）に改名。なお、この時代に導入した独特の純白ローブはリベラのシンボルである。
ここまでは聖歌隊として活動してきたが、1998年に聖歌を基本としたユニークなサウンドを作るという方針に転換。それにあわせて名前を現在のリベラへと改名した。リベラとは「自由」という意味を表すラテン語である。
映画『ハンニバル』や『ヴェニスの商人』のメインテーマ曲、ビョーク、エルトン・ジョン、パヴァロッティなど世界のトップアーティストのアルバムにも参加している。
イギリスでは、BBCの番組『ソングズ・オブ・プレイズ』でリベラの歌う映像が度々放送されている。2009年1月25日には、音楽家・タレントのアレッド・ジョーンズが進行を務めリベラのスペシャル番組が放送された。2011年9月25日に行われたソングズ・オブ・プレイズ50周年記念コンサートにもステージクワイアとして参加した。自身もボーイソプラノ歌手であったアレッド・ジョーンズとの関わりは深く、彼のDVD「Aled's Christmas Carols」（2008年12月発売）にも出演している。その他にもBBCの『ラスト・クワイア・スタンディング』や『BBCブレックファスト』にも度々出演している。また、ラジオにも数々ゲスト出演している。クリスマス時季にメディアに登場する回数が増える傾向がある。
アメリカでは、2007年12月7日のケネディ・センター名誉賞授賞式後のショーで、受賞者であったブライアン・ウィルソンの「ラヴ・アンド・マーシー（Love And Mercy）」をブライアン本人やブッシュ大統領（当時）の前で歌った。2008年4月20日のニューヨークのヤンキー・スタジアムで行われたローマ教皇ベネディクト16世によるミサに先立つ「希望のコンサート（Concert of Hope）」では、イギリスからの唯一のゲストとして参加し「Sanctus」を歌唱。2011年7月24日のミネソタ州セントポールで行われたStarkey Hearing Foundationのチャリティー祭では、ビル・クリントン元大統領やマイリー・サイラスと共に出席し「Song of Life」を歌った。
アジアでは日本(2005年・2007年・2009年・2010年・2012年・2015年・2017年・2019年・2023年・2024年)、韓国(2005年・2007年・2010年・2013年・2016年)、フィリピン(2009年・2010年・2011年・2013年・2016年)、シンガポール(2012年)、台湾(2013年)、中国(2017年)、ヨーロッパではオランダ(2007年)、アイルランド(2009年)、ロシア(2015年、2019年)、ドイツ(2016年)、ポーランド（2018年）、北米ではアメリカ(2008年・2009年・2010年・2011年・2014・2015年・2017年・2018年・2019年)、カナダ(2011年)でもコンサートを行っている。

## 日本との繋がり
作曲家・ピアニスト村松崇継が作曲しロバート・プライズマンが作詞をした「彼方の光」（英題：Far Away）はNHK土曜ドラマ『氷壁』の主題歌として注目を浴び、パナソニックVIERA（2009年9月）やユニバーサル・スタジオ・ジャパン（2011年冬）のテレビCMにも採用された。村松とはその後もコラボレーションし、第2弾「あなたがいるから」（英題：You Were There）は映画『誰も守ってくれない』の主題歌に、第3弾「生命（いのち）の奇跡」（英題：Song of Life）はNHKドラマ10『マドンナ・ヴェルデ〜娘のために産むこと〜』の主題歌になった。『氷壁』主題歌、『誰も守ってくれない』主題歌のプロモーションでは一部のメンバーが来日した。「生命の奇跡」は「彼方の光」に続きユニバーサル・スタジオ・ジャパンのテレビCMにも採用され（2012年、2013年、2014年冬）、第4弾コラボレーション「天使のくれた奇跡」（英題：Angel）は2015年冬のナイトショー『ユニバーサル・ワンダー・クリスマス』のタイアップ楽曲になった。第5弾「ホーム」（英題：Home）は、後述の「ジュピター～未来への光」に収録されている。
作曲家・音楽プロデューサー千住明が作曲、映像監督加藤友之が日本語原詩を担当しロバート・プライズマンとコラボレーションした「エターナル・ライト」(英題：Eternal Light)は、2010年の上海国際博覧会で大塚製薬の日本産業館出展ブースのテーマ曲に起用された。加藤が監督・撮影した同曲のビデオクリップは、アルバム『Winter Songs』のDVDに収録されている。
英国在住の映画監督・ジャーナリスト・通訳今井孝子は、リベラの来日時やファンに向けたリベラメッセージビデオ等で通訳を務めている。今井が監督・脚本・プロデュースした映画『ヴィーナス・イン・エロス 天使たちの詩歌』に7人のメンバーが天使役で出演し、劇中で「Panis Angelicus」を歌っている。その他にリベラの歌4曲がサウンドトラックに使用されている。映画は2012年10月に東京・横浜・大阪・名古屋・京都で公開された。
フィギュアスケート選手浅田真央は、東日本大震災後復興の願いを込めて2011年のエキシビション楽曲にリベラの「誓い～ジュピター」（英題：I Vow To Thee My Country）を使用した。震災から5年を迎える2016年、被災地への思いを表現したいと1年がかりで「ジュピター～未来への光」を制作し、1月9日に盛岡市アイスアリーナで行われたNHK杯フィギュアスペシャルエキシビションでこのために来日した8人のリベラメンバーとライブ共演した。2014年にリベラに入った初の日本人メンバーである忍久保太一も来日した。
2018年、全編日本語によるオリジナル曲「明日へ～for the future」が誕生。作詞・作曲・プロデュースを手掛けたのは亀田誠治。LIBERAの歌が東京オリンピック・パラリンピックが開催される2020年に向かって日本と世界をつなぐ架け橋になることを願って作られた。日本のマネージメントは、ウィステリアプロジェクト。2018年、日本に初の公式ファンクラブ「from LIBERA, from LONDON」設立。ファンクラブ運営は、ソニー・ミュージックソリューションズ。

### 来日コンサート
2005年
1. 4月7日　東京　すみだトリフォニーホール
2. 4月8日　横浜　横浜ブリッツ
3. 10月27日　名古屋　愛知芸術文化センター
4. 10月28日　横浜　横浜みなとみらいホール
5. 10月30日　東京　文京シビックホール

2007年
1. 4月11日　名古屋　愛知芸術文化センター
2. 4月12日　大阪　ザ・シンフォニーホール
3. 4月14日　東京　オーチャードホール

2009年
1. 4月6日　仙台　東京エレクトロンホール宮城
2. 4月8日　東京　オーチャードホール
3. 4月9日　東京　オーチャードホール
4. 4月11日　東京　かつしかシンフォニーヒルズ

2010年
1. 4月8日　東京　オーチャードホール
2. 4月9日　東京　オーチャードホール

2012年
1. 4月13日　東京　オーチャードホール
2. 4月14日　東京　オーチャードホール

2015年
1. 8月5日　大阪　ユニバーサル・スタジオ・ジャパン
2. 12月20日　大阪　ユニバーサル・スタジオ・ジャパン
3. 12月21日　大阪　大阪府立国際会議場
4. 12月23日　東京　東京オペラシティ

2017年
1. 5月29日　東京　オーチャードホール
2. 5月30日　東京　オーチャードホール
3. 6月2日　大阪　大阪府立国際会議場

2018年
1. 10月21日     東京     新宿文化センター
2. 10月22日     東京     新宿文化センター
3. 10月24日     名古屋     Zeep Nagoya
4. 10月26日     大阪     大阪府立国際会議場

2019年
1. 10月21日　東京　オーチャードホール
2. 10月22日　東京　オーチャードホール
3. 10月25日　大阪　大阪府立国際会議場

2020年（延期→中止）
1. 10月26日　大阪　大阪府立国際会議場
2. 10月28日　東京　オーチャードホール
3. 10月29日　東京　オーチャードホール

2021年（中止）
1. 10月25日　東京　オーチャードホール
2. 10月26日　東京　オーチャードホール
3. 10月28日　大阪　大阪府立国際会議場

2023年
1. 10月24日　大阪　フェスティバルホール
2. 10月26日　神奈川　KT Zepp Yokohama
3. 10月27日　東京　LINE CUBU SHIBUYA

2024年
1. 10月29日　東京　LINE CUBU SHIBUYA
2. 10月30日　東京　LINE CUBU SHIBUYA
3. 11月1日　大阪　大阪府立国際会議場（グランキューブ大阪）

### テレビ出演
コンサートの他にも、来日時にはテレビ番組で特集が組まれたり、メンバーが生放送に出演することもある。
- NHK『英語でしゃべらナイト』(2005年)
- 日本テレビ『ザ・ワイド』(2005年)
- NHK『土曜スタジオパーク』(2006年)
- 日本テレビ『ゲツヨル!』(2007年)
- NHK『こんにちはいっと6けん』(2009年)
- TBS『はなまるマーケット』(2009年)
- 日本テレビ『DON!』(2010年)
- 日本テレビ『スッキリ!!』(2012年)
- BS朝日『テムズ河・悠遊二人旅』(2012年)
- 日本テレビ『情報ライブ ミヤネ屋』(2015年)
- NHK『NHK杯フィギュアスペシャルエキシビション』(2016年)
- NHK『明日へ つなげよう』(2016年)
- NHK『浅田真央 未来への光 ～子どもたちとともに～』(2016年)
- フジテレビ『めざまし８』（2023年）

### 主題歌・挿入歌・タイアップ
テレビ・映画の主題歌への起用だけでなく、CM楽曲、挿入歌やBGMとしてもバラエティーやドキュメンタリー番組で多数使用されている。
- ある日、嵐のように - 主題歌「サルヴァ・メ」（原題: Salva Me）
- NHK土曜ドラマ『氷壁』 - 主題歌「彼方の光」（原題: Far Away）
- 誰も守ってくれない - 主題歌「あなたがいるから」（原題: You were There）
- マドンナ・ヴェルデ〜娘のために産むこと〜 - 主題歌「生命（いのち）の奇跡」（原題: Song of Life）
- 浅田真央 - エキシビション楽曲「誓い～ジュピター」（原題: I Vow To Thee My Country）
- パナソニック『VIERA』 - テレビCM楽曲「彼方の光」（原題: Far Away）
- ユニバーサル・スタジオ・ジャパン - テレビCM楽曲「彼方の光」（原題: Far Away）、「生命（いのち）の奇跡」（原題: Song of Life）、ショータイアップ楽曲「天使のくれた奇跡」（原題：Angel）
- ダイキン工業 - 企業CM楽曲「生まれくる日」（原題: I Am The Day）
- run for money 逃走中 - 挿入歌
- 奇跡体験!アンビリバボー - 挿入歌
- TBS系日曜劇場『下町ロケット』- 挿入曲「彼方の光」（原題: Far Away）「ヘッドライト・テールライト」
- アニメ『火の鳥 エデンの宙』／映画『火の鳥　エデンの花』- 主題歌「永遠の絆」（原題: Kizuna-Forever）
- 「きみとわたしのうた」(featuring LIBERA) - 薬師丸ひろ子　アルバム『Tree』収録
- 化粧品ブランド「KANEBO」英語版CM 「"I HOPE. Live with Rouge."」

## ディスコグラフィ

### CD

#### The St. Philips Boy's Choir 時代
1. Sing For Ever (1987年)
2. Adoramus (1988年)
3. Sing For Ever (1988年)
4. Best of Angel Voices (2011年8月23日)

#### Angel Voices 時代
1. New Day (1990年)
2. Angel Voices (1993年)
3. Angel Voices 2 (1996年)
4. Peace on Earth (1996年)
5. Angel Voices 3 (1997年)

#### Libera 時代
1. Libera (1999年10月15日)
2. Luminosa (2001年10月24日)
3. Free (2005年2月9日)
4. Visions (2005年10月13日)
5. 彼方の光〜Welcome to Libera's world〜 (2006年2月1日)
6. Angel Voices (2006年11月1日)
7. Angel Voices 来日記念盤 (DVD付) (2007年3月7日)
8. Angel Voices: Libera in Concert (2008年3月5日)
9. New Dawn (2008年6月11日)
10. 祈り〜あなたがいるから (2008年12月10日)
11. Eternal: The Best of Libera (2008年12月15日)
12. Peace (2010年3月3日)
13. Peace Deluxe Edition (2010年11月1日)
14. Peace New Edition (DVD付) (2010年11月3日)
15. 生命(いのち)の奇跡 (2011年4月13日)
16. The Christmas Album (2011年10月24日)
17. Winter Songs (DVD付) (2011年11月9日)
18. Angel Voices 2012 来日記念盤 (2012年3月14日)
19. Song of Life: a Collection (2012年10月22日)
20. Ave Maria (2012年11月7日)
21. Angels Sing - Christmas in Ireland (2013年11月4日)
22. I Am The Day - The Best of Libera (2014年3月26日)
23. Angels Sing - Libera in America (2015年3月2日)
24. 天使のくれた奇跡 (DVD付) (2015年11月11日)
25. ジュピター〜未来への光 (2016年2月17日)
26. Hope (2017年5月10日)
27. beyond(2018年10月17日)
28. Christmas with LIBERA(2019年10月16日）
29. Christmas Carols with LIBERA(2019年11月15日)
30. If(2021年10月15日）
31. イフ～もし私の願いが叶うなら～（2021年10月27日）
32. 絆 FOREVER(2023年5月17日）
33. Dream（2024年10月30日）

### DVD
1. Angel Voices: Libera in Concert (2008年3月5日) - オランダライデンでのコンサート映像
2. Aled's Christmas Carols (2008年12月)[1] - アレッド・ジョーンズのDVD（ゲスト出演）
3. ヴィーナス・イン・エロス 天使たちの詩歌 (2013年4月5日)
4. Angels Sing - Christmas in Ireland (2013年11月4日) - 北アイルランドアーマーでのコンサート映像
5. Angels Sing - Libera in America (2015年3月2日) - アメリカワシントンD.C.でのコンサート映像